# Mondariz-Balneário

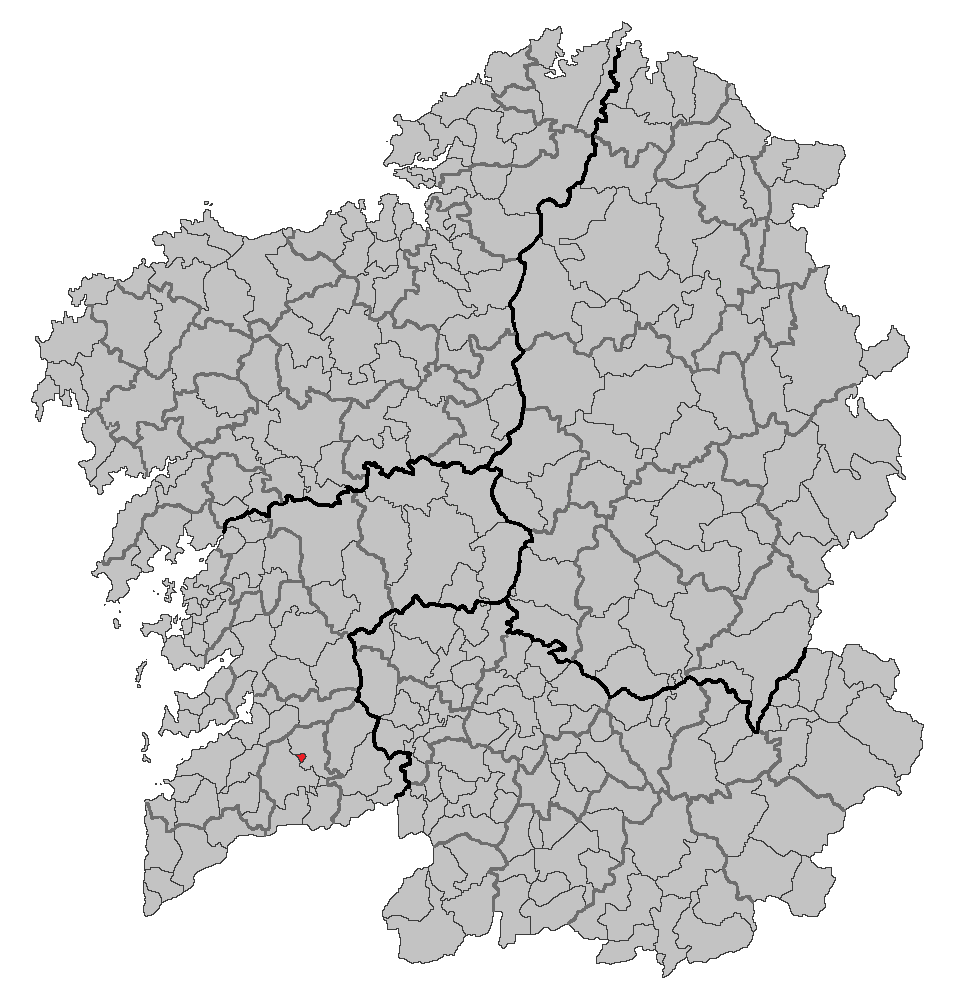
Localização de Mondariz-Balneario

Mondariz-Balneário (em galego, Mondariz-Balneario) é um município da Espanha na província de Pontevedra, comunidade autónoma da Galiza, de área 2,4 km² com população de 755 habitantes (2007) e densidade populacional de 340 hab/km².
É uma famosa estância termal. O balneário foi fundado em 1873, é considerado o maior centro balnear de Espanha.
É uma região onde ocorreu um brilhante surto cultural no fim do século XIX e início do século XX. O manancial de águas, com virtudes curativas de significado hipocrático, congregou sob a condução do empresário Enrique Peinador grande actividade política, literária, artística e científica, que ressoou através de toda a Espanha e nas mais próximas fronteiras. Construiu-se um Palace, criaram-se instituições e houve imprensa própria. Assinalam-se, entre muitos, os vultos de Emilio Castelar, infanta Isabel de Bourbon, Primo de Rivera, Nicolás Salmerón, Condessa de Pardo Bazán, Manuel Murgia, Ramón Cabanillas, Nuñez de Arce, Carlos Arniches, W. Fernández Flores e Curros Enríquez. 

Segundo a tradição, D Dinis, casou com D. Isabel na capela de São Pedro, no caminho para Santiago de Compostela.
O infante D. Augusto de Bragança ali construiu casa para veranear. 
No Verão de 1911, foi local de encontro de conspiradores monárquicos portugueses, planificando uma possível futura invasão no norte de Portugal.

## Demografia
| Variação demográfica do município entre 1991 e 2004 | Variação demográfica do município entre 1991 e 2004 | Variação demográfica do município entre 1991 e 2004 | Variação demográfica do município entre 1991 e 2004 |
| --------------------------------------------------- | --------------------------------------------------- | --------------------------------------------------- | --------------------------------------------------- |
| 1991                                                | 1996                                                | 2001                                                | 2004                                                |
| 629                                                 | 636                                                 | 693                                                 | 704                                                 |